# Вторая гражданская война (комикс)
«Вторая гражданская война» — кроссовер комиксов с самостоятельной сюжетной линией, опубликованный Marvel Comics, который дебютировал в июне 2016 года. Он является продолжением «Гражданской войны» 2006 года и состоит из восьми отдельных выпусков, созданных писателем Брайаном Майклом Бендисом и художниками Дэвидом Маркесом и Джастином Понсором, а также ряда тай-инов. Позиционирует аллегорию о природе детерминизма и свободной воли, история о противоборствующих групп супергероев во главе с Капитаном Марвел и Железным человеком, вступающих в конфликт, когда новый нелюдь по имени Улисс выступает с возможностью предсказывать будущее.
Сюжетная линия имеет серию-пролог под названием «Дорога к Второй гражданской войне». Со Второй гражданской войной также связаны нескольких новых лимитированных серий, в том числе: «Вторая гражданская война: Amazing Spider-Man», «Вторая гражданская война: Choosing Sides», «Вторая гражданская война: Боги войны», «Вторая гражданская война: Kingpin», «Вторая гражданская война: Улисс» и Вторая гражданская война: X-Men"; уан-шоты: «Вторая гражданская война: The Accused» и «Вторая гражданская война: The Fallen», а также многочисленные текущие серии. Выпуск серии был запланирован так, чтобы извлечь выгоду из выпуска фильма «Капитан Америка: Противостояние».
Последствия «Второй гражданской войны» включают в себя изменения статуса-кво Вселенной Marvel, который будет показан в последующем «Divided We Stand» сюжетной линии в рамках возобновлённой компании Marvel NOW! 2016 года.

## История создания
В декабре 2015 года Marvel Comics объявила подробности «Второй Гражданской войны», чей основной цикл будет написан Brian Michael Bendis, нарисован David Marquez, колористом будет Justin Ponsor и редактор выступит Tom Brevoort. Серия, которая дебютировала в июне 2016 года, является продолжением сюжетной линии «Гражданской войны» 2006 года, которая показала противостояние Железного человека и Капитана Америка в конфликте о национальной безопасности против гражданских свобод. Бреворт, который также редактировал первую серию, заявил, что «была попыткой показать конфликт таким образом, чтобы каждая из сторон имела действительную и оправданную позицию, чтобы читатель таким образом мог не согласиться с одной или другой стороной, в красках показывая, что абсолютно правильно или не совсем правильно. В то время как проблемы разные, но мы будем принимать тот же подход и ко Второй Гражданской войне». Бендис, который написал Новых Мстителей тай-ином для оригинальной «Гражданской Войны», заявил, что он согласился написать продолжение только после того, как Mark Millar и Steve McNiven, создатели мини-сериала 2006 года, отказались от этого.
Идея сиквела была задумана в одном из полугодовых отступлений редакционных Марвел. По словам Бендиса, «Народная личная ответственность является темой этого … от того, как полицейские действуют на камеру, к тому, как люди общаются друг с другом в Интернете.» Согласно официальному синопсису, странный новый персонаж (нелюдь) с властью точно предсказать исход будущих событий привлекает внимание всего мира. Эта власть делит героев на две стороны: как лучше использовать информацию во главе с Капитаном Марвел, желая останавливать будущие преступления, прежде чем они происходят, и Железного человека, полагая, что «наказание не может прийти раньше преступления». Ситуация достигает поворотного момента, когда тот нелюдь предсказывает, что один из героев станет причиной крупных разрушений, заставляя других принять трудное для них решение.
Сюжет для «Второй гражданской войны» начал развиваться во втором томе Непобедимого Железного человека, который также написан Бендисом вместе с Маркесом, а рассказ-прелюдия Бендиса и художника Jim Cheung был выпущен на День бесплатных комиксов в мае 2016 года. Axel Alonso, главный редактор Marvel Comics, заявил, что в отличие от других крупных сюжетных линий в комиксах, которые требуют долгого планирования, у него было всего три-четыре месяца, чтобы спланировать «Вторую Гражданскую войну». Это сокращенное расписание было необходимо для того, чтобы заработать на выпуске художественного фильма Капитан Америка: Противостояние, который был выпущен в мае 2016 года.
В марте 2016 года, Marvel показал, какие герои появятся в противоборствующих фракциях. Команда Железного человека включает в себя Капитана Америку (Сэм Уилсон), Тора (Джейн Фостер), Черную Пантеру, Стар-Лорда, Люка Кейджа, Геркулеса, Мисс Америку, Сорвиголову, Черную Вдову, Халка (Амадей Чо) и Дэдпула. Команда Капитана Марвел включает в себя Капитана Америку (Стив Роджерс), Воителя (Роуди), Человека-Паука, Вижена, Медузу, Синее Чудо, Зимнего Солдата, Спектра, Женщину-Халка, Соколиного Глаза и Человека-Муравья (Scott Lang). Marvel также показал два спин-оффа серии: «Вторая Гражданская война: Человек-паук» от писателя Christos Gage и художника Travel Foreman и «Вторая Гражданская война: X-Men» от писателя Cullen Bunn и художника Andrea Broccardo. Банн объяснил: «Этот рассказ приводится в движение тем же самым катализатором, который приводит Вторую Гражданскую войну в движение. Новая сила возникает среди Нелюдей. Эта сила, в глазах Магнето, может быть очень опасным для мутантов, как Мастер Магнетизма он решает взять её к себе. Как вы можете себе представить, что-то подобное, что может очень легко начать войну между Нелюдьми и мутантами. Шторм видит это и решает встать на пути Магнито». Во время «Второй Гражданской войны: Amazing Spider-Man», Spider-Man помогает вещему нелюдю использовать свои силы правильно. «В течение серии, нелюдь будет делать прогнозы, что, в то время не есть конец всего мира или вселенной, вполне может означать конец мира для одного персонажа. Это действительно имеем дело с классическими темами для Spider-Man: власть и ответственность сталкиваются с ситуацией, когда даже если вы выиграете, вы также можете потерять — или можете просто потерять себя», разработчик Гайда.
В 2016 году в Чикаго на Comic & Entertainment Expo были объявлены две дополнительные спин-офф серии: «Вторая Гражданская война: Choosing Sides», антология Declan Shalvey, которая будет отличаться другим характером в каждом номере и иметь всеобъемлющую историю с участием Ника Фьюри; и «Вторая Гражданская война: Боги войны» писателя Dan Abnett и художника Luke Ross, в котором участвуют звезды комикса «Геркулес». Abnett сказал: «Геракл собирается участвовать больше как отдельная сторона, с его точки зрения он в дружеских отношений с людьми, и не собирается принимать конкретно какую-то сторону, потому что он против всего этого. Он точно не принимать ничью сторону.» Marvel также назвал десять дополнительных тай-инов в сериях: All-New Wolverine, Captain America: Sam Wilson, Deadpool, Invincible Iron Man, Ms. Marvel, The New Avengers, Nova, The Totally Awesome Hulk, Ultimates, и Uncanny Inhumans.
В следующем месяце, Marvel объявила о «Второй Гражданской войне: Kingpin» писателя Мэтью Розенберга и художника Рикардо Лопес Ортиса.
В мае 2016 года, детали были разделены на три выпуска тай-ина серии под названием «Вторая Гражданская война: Улисс» от писателя Al Ewing и художника Jefte Palo. Серия посвящена Улиссу, новому нелюдю с властью предсказывать будущее, который находиться в самом центре «Второй гражданской войны». Юинг описал серию как «своего рода приквел», объясняя, «мы следуем за Улиссом, как он прибыл в башню мудрости — своего рода храм обучения Нелюдей, за отсутствием лучшего термина — и был обучен Карнаком, чьи способности видеть недостаток во всем. Хотя методы обучения Карнака могут быть сложнее, и Улисс вряд ли сможет справиться».
В июне 2016 года, Алонсо сказал: «Второй гражданской войной» будет установлен новый статус-кво во Вселенной Marvel, которая будет представлена в «Divided We Stand», сюжетной линии в рамках повторного запуска компании Marvel NOW! в 2016 году. В августе Бендис заявил, Выпуск № 5 был отложено в связи с рождением у Маркеса сына и что Marvel продлил серию до восьми выпусков, объясняя: «Дэвид рисует примерно по странице в день в течение последних нескольких недель, так что мы вернулись на прежний путь настолько хорошо, что Marvel дала зелёный свет для 8-го выпуска. Я придумал лучшее завершение, но необходимо определённое число страниц для этого. Очень благодарен, что они позволяют нам сделать своё дело». Задержка также послужила причиной остановки выпусков или к их переносу. Восьмой выпуск планируется в декабре 2016 года.

## Сюжет
Улисс Каин, студент в Университета штата Огайо, подвергается воздействию тумана Терригена, который превращает его в нелюдя. Когда он появляется в комиксе, Улисс переживает видение о мрачном будущем.
Несколько недель спустя, Нелюди помогают Мстителям победить вторгшуюся Celestial Destroyer. После того, как Улисс рассказывает Мстителям, как он предвидел вторжение, Железный человек (Тони Старк) протестует против прекращения преступления ещё до их возникновения и уходит в расстройстве. Три недели спустя, Воителя убивают, а Женщина-Халк была смертельно ранена в бою с Таносом. Когда он узнаёт, что они использовали видения Улисса для засады на Таноса, Железный человек клянётся, что убедится, чтобы никто не использовал его снова. Перед тем как у Женщины-Халк останавливается сердце, она говорит Капитану Марвел, чтобы та боролась за будущее.
Железный человек вторгается в Аттилан и, после небольшой драки с Карнакам, Медузой и Кристалл, сбегает с парнем оттуда. Мстители, Агенты Щ.И.Т. и Нелюди находят Старка и просят его остановиться. В ходе споров, Улисс переживает ведение, в котором Халк (Брюс Бэннер) убивает всех героев.
Мстители, Нелюди, Люди Икс и Агенты Щ.И.Т. отправляются к дому доктора Бэннера. Зверь говорит, что Брюс экспериментировал с мёртвыми гамма-клетками. Тот в свою очередь оправдывается, что эти эксперименты блокировали выход Халка. Однако не успел он закончить, как вдруг его убивает стрела. За этим стоит Соколиный глаз (Клинт Бартон). Клинта арестовали и на суде выяснилось, что Брюс лично нанял Клинта для своего устранения, и дал ему для этого специальный наконечник для стрелы. Тони Старк выяснил, как работают способности Улисса.
Клинт Бартон оправдан и свободен. Керолл сообщает о произошедшем кузине Брюса — Женщине-Халк, которая недавно вышла из комы. Иллюминаты (Тони Старк, Чёрный Гром, Медуза, Стив Роджерс, Кэрол Денверс, Хэнк МакКой, Доктор Стрэндж и Чёрная пантера) собрались на встречу. Там выясняется, что Улисс не видит будущее, а лишь выдаёт предположение в 10%. Ранее в этот день агент Щ.И.Т., по наводке Улисса, арестовали женщину, которая якобы агент Гидры. В ходе допроса женщину похищает Ночной Змей. Тони Старк привёл за собой армию для ареста Кэрол Денверс: весь состав Юных Людей Икс и Мстителей, а также Люк Кейдж, Стив Роджерс, новый Воитель, Доктор Стрэндж и Соколиный глаз (Кейт Бишоп). На стороне Кэрол меньше людей: Агенты Щ.И.Т., её команда, необычайные Люди Икс и Человек-муравей (Скотт Лэнг). Внезапно на помощь Кэрол приходят Стражи Галактики.
Началась война, которую транслируют по всем каналам. Нелюди вызваны на подмогу Кэрол. В ходе битвы Вижен по ошибке взрывает корабль Стражей. Нелюди появляются на поле боя и бросаются на Старка. Внезапно Улисс провоцирует ещё одно видение: Человек-паук (Майлз Моралес) убил Капитана Америку (Стива Роджерса). Кэрол собирается арестовать Майлза....